# جون ماثيوز (سياسي)
جون ماثيوز (بالإنجليزية: John Matthews)‏ هو صيدلي وسياسي أسترالي، ولد في 11 فبراير 1928. انتخب عضو المجلس التشريعي نيو ساوث ويلز (27 أكتوبر 1981 – 3 مايو 1991).